# Février 1912

## Événements
- Négociations entre l’Allemagne et la Grande-Bretagne pour la limitation des armements navals. L’Allemagne est disposée à limiter son armement naval en échange de la neutralité de Londres, qui refuse. Les négociations sont rompues.
- Portugal : scission du parti républicain en trois partis rivaux : le parti démocratique, dirigé par Afonso Costa (1912-1917), au centre gauche. À sa droite, le parti évolutionniste d’António José de Almeida et le parti unioniste de Brito Camacho.

- 7 février[1] : décret imposant la conscription dans les colonies françaises.

- 8 février : boycott des tramways tunisois.

- 10 février : loi Sáenz Peña. Réforme électorale en Argentine, instaurant le suffrage universel masculin.

- 12 février : l'empereur de Chine Puyi abdique en faveur de la république et remet le pouvoir à Yuan Shikai.

- 15 février : Sun Yat-sen démissionne et l’assemblée de Nankin nomme Yuan Shikai président de la république. Celui-ci répartit les ministères équitablement entre les partisans du Guomindang et les siens.

- 22 février : le Français Jules Védrines bat le record de vitesse pure en avion : 161,290 km/h sur un « Derperdussin ».

- 24 février : la flotte italienne détruit deux navires turcs dans le port de Beyrouth et bombarde la ville.

- 29 février : 
  - alliance entre la Bulgarie et la Serbie;
  - le Français Jules Védrines bat le record de vitesse pure en avion : 162,454 km/h sur un « Deperdussin ».

## Naissances
- 2 février :
  - Stefan Schnabel, acteur allemand († 11 mars 1999).
  - Millvina Dean, dernière survivante du Naufrage du Titanic († 31 mai 2009).
- 3 février : Jacques Soustelle, anthropologue et homme politique français († 6 août 1990).
- 4 février : Louis-Albert Vachon, cardinal canadien, archevêque de Québec († 29 septembre 2006).
- 9 février : Ginette Leclerc (Geneviève Menut), actrice française († 2 janvier 1992).
- 11 février : Juan Carlos Aramburu, cardinal argentin, archevêque de Buenos Aires († 18 novembre 2004).
- 12 février : Alain de Sérigny, homme politique français, vice-président de l'Assemblée algérienne († 16 mai 1986).
- 20 février : Pierre Boulle, écrivain français († 30 janvier 1994).
- 25 février : Émile Allais, skieur français († 12 octobre 2012).

## Décès
- 16 février : Nikolai Kasatkin (Saint Nikolai du Japon) prêtre russe.